# بوده ميلر
بوده ميلر (بالإنجليزية: Bode Miller)‏  (و. 1977  م) هو متزلج جبال، وكاتب سير ذاتية، من الولايات المتحدة، ولد في إيستون، شارك في الألعاب الأولمبية الشتوية 2010، والتزلج على المنحدرات الثلجية في دورة الالعاب الاولمبية الشتوية 2010 - رجال سوبر جي ‏، والتزلج على المنحدرات الثلجية في الألعاب الأولمبية الشتوية 2014 – رجال سوبر جي ‏، وAlpine skiing at the 2002 Winter Olympics – Men's giant slalom ‏، وAlpine skiing at the 2002 Winter Olympics – Men's combined ‏، والتزلج على المنحدرات الثلجية في الألعاب الأولمبية الشتوية 2010 – رجال انحدار ‏، والألعاب الأولمبية الشتوية 1998، والألعاب الأولمبية الشتوية 2002، والألعاب الأولمبية الشتوية 2006، والألعاب الأولمبية الشتوية 2014، وAlpine skiing at the 2010 Winter Olympics – Men's combined ‏.

## جوائز
حصل على جوائز منها:
- جائزة المتزلج الذهبي  [لغات أخرى]‏ (2005).

## وصلات خارجية
- بوده ميلر على موقع الاتحاد الدولي للتزلج (التزلج على المنحدرات الثلجية) (الإنجليزية)
- بوده ميلر على موقع اللجنة الأولمبية الدولية (الإنجليزية)
- بوده ميلر على موقع أوليمبيديا (الإنجليزية)
- بوده ميلر على موقع اللجنة الأولمبية والبارالمبية الأمريكية (الإنجليزية)

- بوده ميلر على موقع IMDb (الإنجليزية)
- بوده ميلر على موقع الموسوعة البريطانية (الإنجليزية)
- بوده ميلر على موقع إن إن دي بي (الإنجليزية)
- بوده ميلر على موقع قاعدة بيانات الفيلم (الإنجليزية)